# Llista d'episodis de Cinturó Negre
|  | No s'ha de confondre amb Llista de capítols de Cinturó Negre. |

Cinturó Negre (やわら!, Yawara!) és una sèrie d'anime que es va emetre per primera vegada al Japó al canal NTV. Fou estrenada el 16 d'octubre de 1989 fins al 21 de setembre de 1992, coincidint amb la celebració dels Jocs Olímpics de Barcelona. L'autor, Naoki Urasawa, ja ho va pactar d'aquesta manera expressament amb l'estudi encarregat de l'anime, Madhouse, ja que el final de la sèrie correspon a l'inici de l'olimpíada.
A Catalunya, la sèrie fou estrenada el 16 de maig de 1995 per TV3, reemetent-se posteriorment pel canal K3 en diverses ocasions.

## Llista d'episodis
| #   | Títol | Data d'estrena al Japó | Data d'estrena a Catalunya |
| --- | --- | ---------------------- | -------------------------- |
| 1   | La noia que guanyarà el Premi Nacional d'Honor Mezase Barcelona! Kokumin Eiyo Shou o Toru Shoujo ja!! (めざせバルセロナ！国民栄誉賞をとる少女ぢゃ！！)                 | 16 d'octubre de 1989   | 16 de maig de 1995         |
| 2   | La rival de la Ginger és una noia presumida Mitsuketa! Yawara no Rival wa Kyuukyoku no Ojou-sama ja!! (みつけた！柔のライバルは究極のお嬢さまぢゃ！！)                 | 23 d'octubre de 1989   | 17 de maig de 1995         |
| 3   | La Ginger s'enamora Kazamatsuri toujou! Koini utsutsuwo nukasutoha nanigoto ja!! (風祭登場！恋にうつつをぬかすとは何事ぢゃ！！)                                        | 30 d'octubre de 1989   | 18 de maig de 1995         |
| 4   | La conspiració de l'avi Yawara o shiaini dasu sakusen! Korega washino yarikata ja!! (柔を試合に出す作戦！これがわしのやり方ぢゃ！！)                                   | 6 de novembre de 1989  | 19 de maig de 1995         |
| 5   | La primera lluita real de la Ginger Yawara no Michiha, Ichinichini Shitenarazu ja!! (いざ実戦！柔の道は一日にしてならずぢゃ！！)                                       | 13 de novembre de 1989 | 22 de maig de 1995         |
| 6   | Només et vull a tu! Tsuini Gekisha! Arashi wo Yobu Dai Sukūpu ja!! (ついに激写！嵐を呼ぶ大スクープぢゃ！！)                                                            | 20 de novembre de 1989 | 23 de maig de 1995         |
| 7   | Una notícia sensacional commou el país! Ho ho ho! Nihonwo yurugasu Yawara boom ja!! (ホッホッホッ！日本をゆるがす柔ブームぢゃ！！)                                     | 27 de novembre de 1989 | 24 de maig de 1995         |
| 8   | Vull participar en un combat! Mou judo nante.. Atashi shiaini demasu!! (もう柔道なんて…あたし試合に出ます！！)                                                         | 4 de desembre de 1989  | 25 de maig de 1995         |
| 9   | Ho sento, avi! Yawara no debut sen! Attoiumani ippon ja!! (柔のデビュー戦！アッという間に一本ぢゃ！！)                                                                 | 11 de desembre de 1989 | 26 de maig de 1995         |
| 10  | Què tens, Ginger? Okaasanto ipponzeoi! 90 nendaiha Yawara no jidai ja!! (お母さんと一本背負い！90年代は柔の時代ぢゃ！！)                                               | 18 de desembre de 1989 | 29 de maig de 1995         |
| 11  | Gingermania a l'escola Yawara ninkide koukou panic! (柔人気で高校大パニック！)                                                                                         | 8 de gener de 1990     | 30 de maig de 1995         |
| 12  | La gran transformació del club de judo Yawara coach no kagai jugyou! (柔コーチの課外授業！)                                                                            | 15 de gener de 1990    | 31 de maig de 1995         |
| 13  | En Matsuda contra en Kazamatsuri Yawara no kokoroha Hayama ni yureta! (柔の心は葉山にゆれた！)                                                                         | 22 de gener de 1990    | 1 de juny de 1995          |
| 14  | La persecució de la Ginger i en Kazamatsuri Yawara no date wa kanshi ga ippai! (柔のデートは監視がいっぱい！)                                                          | 29 de gener de 1990    | 2 de juny de 1995          |
| 15  | El desafiament per amor de la Ginger Yawara no koino chousenjou! (柔に恋の挑戦状！)                                                                                    | 5 de febrer de 1990    | 5 de juny de 1995          |
| 16  | La Ginger debuta al Budokan Yawara no Budoukan debut! (柔の武道館デビュー！)                                                                                           | 12 de febrer de 1990   | 6 de juny de 1995          |
| 17  | Un missatge d'amor de la Ginger Yawara no aino message (柔の愛のメッセージ)                                                                                            | 19 de febrer de 1990   | 7 de juny de 1995          |
| 18  | El combat decisiu! Sayaka contra Ginger! Kesshou! Yawara vs Sayaka (決戦！柔VSさやか)                                                                                  | 26 de febrer de 1990   | 8 de juny de 1995          |
| 19  | La joventut d'en Jigoro Jigoro Sono Ai, Seishun Dotou-hen (滋悟郎その愛 青春怒濤編)                                                                                    | 5 de març de 1990      | 9 de juny de 1995          |
| 20  | Un nou repte per la Ginger Yawara ni Big na Okyakusama (柔にビッグなお客様)                                                                                            | 12 de març de 1990     | 12 de juny de 1995         |
| 21  | L'hoste de la Ginger Yawara to Aoi Me no Isourou (柔と青い目の居候) | 19 de març de 1990     | 13 de juny de 1995         |
| 22  | Combat entre la Ginger i la campiona del món, la Jodie! Rettsu Faito Yawara! (レッツファイト ヤワラ!)                                                                  | 16 d'abril de 1990     | 14 de juny de 1995         |
| 23  | Una promesa a la Jodie Shī Yū Agein Yawara (シーユーアゲイン柔) | 23 d'abril de 1990     | 15 de juny de 1995         |
| 24  | Amor de professor Yawara no Kateikyoushi wa Koi no Tatsujin (柔の家庭教師は恋の達人)                                                                                   | 30 d'abril de 1990     | 16 de juny de 1995         |
| 25  | Amor, examen d'entrada i judo Koi to Juken to Yawara no Kimochi (恋と受験と柔の気持ち)                                                                                 | 7 de maig de 1990      | 19 de juny de 1995         |
| 26  | El cruel repte de la Sayaka Honami Yawara ni Shougeki no Shoutaijou (柔に衝撃の招待状！)                                                                               | 14 de maig de 1990     | 20 de juny de 1995         |
| 27  | Entre la Ginger i l'amor Yawara to Koi no Shikaku Kankei (柔と恋の四角関係)                                                                                            | 21 de maig de 1990     | 21 de juny de 1995         |
| 28  | Ginger, la noia del meu somni Waga Seishun no Madonna Yawara (我が青春のマドンナ柔)                                                                                    | 28 de maig de 1990     | 22 de juny de 1995         |
| 29  | Un altre amor no correspost Mou Hitotsu no Kataomoi (もうひとつの片思い)                                                                                               | 4 de juny de 1990      | 23 de juny de 1995         |
| 30  | Ippon Seoi melancòlic Hitoribocchi no Ippon Zeoi (一人ぼっちの一本背負い)                                                                                              | 11 de juny de 1990     | 26 de juny de 1995         |
| 31  | La sorpresa del dia dels exàmens Jukenbi no Present (受験日のプレゼント)                                                                                               | 18 de juny de 1990     | 27 de juny de 1995         |
| 32  | L'aldarull de la publicació dels resultats dels exàmens Goukaku Happyou wa Aremoyou (合格発表は荒れ模様)                                                               | 25 de juny de 1990     | 28 de juny de 1995         |
| 33  | El camí cap al Campionat Nacional Mezase Zen Nippon Senshuken! (めざせ全日本選手権！)                                                                                  | 2 de juliol de 1990    | 29 de juny de 1995         |
| 34  | Combats aferrissats entre grans rivals Rival-tachi no Kyouen (ライバルたちの競演)                                                                                      | 9 de juliol de 1990    | 30 de juny de 1995         |
| 35  | L'obstinació de la senyoreta Ojō-sama no shūnen (お嬢サマの執念) | 16 de juliol de 1990   |                            |
| 36  | Oh, Hanazono! Adéu institut... (Els plors de la graduació) Ā Hanazono! Namida no sotsu gyōshiki (嗚呼花園！涙の卒業式)                                                 | 23 de juliol de 1990   |                            |
| 37  | En Jigoro i l'inici del seu amor etern Jigorō sono ai Junai hishō hen (滋悟郎その愛 純愛飛翔編)                                                                        | 30 de juliol de 1990   |                            |
| 38  | Quina il·lusió, comença la vida universitària! Kokoro ukiuki joshidai seikatsu (心ウキウキ女子大生活)                                                                  | 6 d'agost de 1990      |                            |
| 39  | Dolça nit a Yokohama Burū naito Yokohama (ブルーナイトヨコハマ) | 13 d'agost de 1990     |                            |
| 40  | El secret de la Fujiko Fujiko-san no himitsu! (富士子さんの秘密！) | 20 d'agost de 1990     |                            |
| 41  | Treball només per un dia Tsui tachi dake no arubaito (一日だけのアルバイト)                                                                                            | 27 d'agost de 1990     |                            |
| 42  | Punt complet a la discoteca Disuko de ippon zeoi! (ディスコで一本背負い！)                                                                                             | 3 de setembre de 1990  |                            |
| 43  | Combats Open: el veritable judo Musabetsu kyū koso Yawara no michi jya! (無差別級こそ柔の道ぢゃ！)                                                                     | 17 de setembre de 1990 |                            |
| 44  | Publicació de les escollides a la Copa del Món Daihyō senshu konya happyō! (代表選手今夜発表！)                                                                        | 15 d'octubre de 1990   |                            |
| 45  | Quan s'acabi la Copa del Món Wārudo Kappu ga owattara… (ワールドカップが終わったら⋯)                                                                                   | 22 d'octubre de 1990   |                            |
| 46  | Comença la copa del món Kaimaku! Wārudo Kappu (開幕！ワールドカップ)                                                                                                   | 29 d'octubre de 1990   |                            |
| 47  | La gran caiguda del judo femení japonès Ayaushi! Nippon joshi jūdō!! (危うし！日本女子柔道！！)                                                                        | 5 de novembre de 1990  |                            |
| 48  | Les grans rivals de la categoria Open Musabetsu kyū no kyōgō-tachi (無差別級の強豪たち)                                                                                | 19 de novembre de 1990 |                            |
| 49  | Ginger contra la Reina Belkens Yawara tai Jō Berukkensu (柔ＶＳ女王ベルッケンス)                                                                                       | 26 de novembre de 1990 |                            |
| 50  | Tot per poder lluitar amb la Ginger Yawara to tatakau tame ni… (柔と戦うために⋯)                                                                                       | 3 de desembre de 1990  |                            |
| 51  | La carta d'en Kojiro Kojirō kara no tegami (虎滋郎からの手紙) | 10 de desembre de 1990 |                            |
| 52  | Batalla letal contra Tereshkova Shitō! Tereshikowa sen!! (死闘！テレシコワ戦！！)                                                                                      | 17 de desembre de 1990 |                            |
| 53  | L'entrevista exclusiva d'en Matsuda Matsuda no dokusen intabyū (松田の独占インタビュー)                                                                                | 7 de gener de 1991     |                            |
| 54  | Resum (primera part): Tot va començar en aquell moment Sōshūhen ichi Subete wa ano isshun kara hajimatta!! (総集編１ すべてはあの一瞬からはじまった！！)               | 14 de gener de 1991    |                            |
| 55  | Resum (segona part): el camí cap a la judoka número 1 del món Sōshūhen ni Kita mita katta! Sekai ichi no jūdō gāru!! (総集編２ 来た見た勝った！世界一の柔道ガール！！) | 21 de gener de 1991    |                            |
| 56  | Deixaré de fer judo! Watashi, jūdō yamemasu! (私、柔道やめます！) | 28 de gener de 1991    |                            |
| 57  | La decisió de la Fujiko Fujiko-san no ketsui (富士子さんの決意) | 4 de febrer de 1991    |                            |
| 58  | Una carta des del Canadà Kanada kara no tegami (カナダからの手紙) | 11 de febrer de 1991   |                            |
| 59  | L'últim punt complet Saigo no ippon zeoi!? (最後の一本背負い！？) | 18 de febrer de 1991   |                            |
| 60  | El club de judo més desastrós del Japó Nippon ichi yowai jūdō bu (日本一弱い柔道部)                                                                                    | 25 de febrer de 1991   |                            |
| 61  | El programa extraordinari dels entrenaments intensius Kyūkyoku no tokkun menyū jya! (究極の特訓メニューぢゃ！)                                                         | 4 de març de 1991      |                            |
| 62  | Els perills de la primera competició Abunai debyū sen! (あぶないデビュー戦！)                                                                                          | 11 de març de 1991     |                            |
| 63  | La tècnica secreta: El Llac dels Cignes Higi! Hakuchō no mizūmi!! (秘技！白鳥の湖！！)                                                                                 | 18 de març de 1991     |                            |
| 64  | Jo també vull lluitar Watashi, dete miyō ka na (私、出てみようかな) | 15 d'abril de 1991     |                            |
| 65  | Fujiko entre l'amor i el judo Fujiko to koi to jūdō to (富士子と恋と柔道と)                                                                                            | 22 d'abril de 1991     |                            |
| 66  | Totes volen vèncer la Ginger Inokuma Minna Yawara wo taoshitai! (みんな柔を倒したい！)                                                                                 | 29 d'abril de 1991     |                            |
| 67  | El gran obstacle Tachihadakaru ōkina kabe (立ちはだかる大きな壁) | 6 de maig de 1991      |                            |
| 68  | El cigne contra el tanc Shiratori tai jū sensha (白鳥ＶＳ重戦車) | 13 de maig de 1991     |                            |
| 69  | Força, Kioko! Ganbatte Kyonkyon! (がんばってキョンキョン！) | 27 de maig de 1991     |                            |
| 70  | Desapareix, destorb! Jamasha wa kienasai! (邪魔者は消えなさい！) | 3 de juny de 1991      |                            |
| 71  | Esclata l'ippon-seoi-nage Denkō sekka no ippon zeoi (電光石火の一本背負い)                                                                                             | 10 de juny de 1991     |                            |
| 72  | El repte dels cinc combats Naru ka! Kyōi no gō-ri nuki (なるか！驚異の５人抜き)                                                                                        | 17 de juny de 1991     |                            |
| 73  | Kojiro Inokuma es comença a moure Inokuma Kojirō ugoku! (猪熊虎滋郎動く！)                                                                                             | 24 de juny de 1991     |                            |
| 74  | Trobar feina: una decisió difícil Yawara no shūshoku sensen ijō ari! (柔の就職戦線異状あり！)                                                                          | 1 de juliol de 1991    |                            |
| 75  | L'amorós campionat per categories de pes Koi no taijū betsu senshuken (恋の体重別選手権)                                                                               | 8 de juliol de 1991    |                            |
| 76  | Ja en tinc prou! Atta maki chatta!! (あったまきちゃった！！) | 15 de juliol de 1991   |                            |
| 77  | La nova tècnica Trencanous Shin hissa waza! Kurumiwari ningyō!! (新必殺技！くるみ割り人形！！)                                                                         | 22 de juliol de 1991   |                            |
| 78  | L'ippon-seoi-nage somrient Egao no ippon zeoi! (笑顔の一本背負い！) | 29 de juliol de 1991   |                            |
| 79  | Aguanta, Fugiko! Ho pots aconseguir! Ganbare Fujiko! Ichi tōshō wa me no mae da!! (がんばれ富士子！一等賞は目の前だ！！)                                               | 5 d'agost de 1991      |                            |
| 80  | Publiquen les seleccionades pel Campionat Mundial Sekai senshuken daihyō kettei! (世界選手権代表決定！)                                                                | 12 d'agost de 1991     |                            |
| 81  | Fujiko als entrenaments nacionals intensius Fujiko no kyōka gasshuku shotai ken! (富士子の強化合宿初体験！)                                                            | 9 de setembre de 1991  |                            |
| 82  | Comença el Campionat Mundial a Belgrad Kaimaku! Yūgosurabia sekai senshuken (開幕！ユーゴスラビア世界選手権)                                                           | 14 d'octubre de 1991   |                            |
| 83  | Encerclades per les potències mundials Sekai no kyōgō mejiro oshi! (世界の強豪目白押し！)                                                                              | 21 d'octubre de 1991   |                            |
| 84  | Inquietud per primera vegada Hajimete no puresshā (初めてのプレッシャー)                                                                                               | 28 d'octubre de 1991   |                            |
| 85  | El Llac dels Cignes es mostra al món Sekai ni habataku hakuchō no mizūmi (世界にはばたく白鳥の湖)                                                                      | 4 de novembre de 1991  |                            |
| 86  | Bona forma i baixa forma Zekkō chō to zetsu fuchō! (絶好調と絶不調！)                                                                                                  | 11 de novembre de 1991 |                            |
| 87  | Corri, corri, senyor Pamparapà! Bakusō! Papparā oji-san (爆走！パッパラーおじさん)                                                                                     | 18 de novembre de 1991 |                            |
| 88  | El Llac dels Cignes contra el contrallançament Dai gekitotsu! Hakuchō no mizūmi tai uranage!! (大激突！白鳥の湖ＶＳ裏投げ！！)                                         | 25 de novembre de 1991 |                            |
| 89  | Llegendària invencibilitat Fuhai shinwa! (不敗神話！) | 2 de desembre de 1991  |                            |
| 90  | En Jigoro i la seva amistat commovedora Jigorō sono ai -Kanrui yūjō hen- (滋悟郎その愛 —感涙友情編—)                                                                   | 9 de desembre de 1991  |                            |
| 91  | El combat commemoratiu per la graduació Kondo wa sotsugyō kinen shiai jya! (今度は卒業記念試合ぢゃ！)                                                                  | 16 de desembre de 1991 |                            |
| 92  | Es revela la gran conspiració Hakkaku! Kyūkyoku no inbō (発覚！究極の陰謀)                                                                                             | 6 de gener de 1992     |                            |
| 93  | Kioko es juga la vida Kyonkyon inochi gake! (キョンキョン命がけ！) | 13 de gener de 1992    |                            |
| 94  | Sort que sóc grassa! Futottete yokatta! (太っててよかった！) | 20 de gener de 1992    |                            |
| 95  | Guanya amb ippon! Ippon to tte katei! (一本とって勝てィ！) | 27 de gener de 1992    |                            |
| 96  | La senyoreta torna Kaettekita ojō-sama (帰ってきたお嬢サマ) | 3 de febrer de 1992    |                            |
| 97  | Després de la graduació Sotsugyō shiki ga owattara… (卒業式が終わったら⋯)                                                                                              | 10 de febrer de 1992   |                            |
| 98  | El primer petó Fāsuto kisu! (ファーストキス！) | 17 de febrer de 1992   |                            |
| 99  | El primer dia de la feina Shinnyū shain no hatsu shigoto (新入社員の初仕事)                                                                                            | 24 de febrer de 1992   |                            |
| 100 | Hokkaido i Budokan Hokkaidō to Budōkan (北海道と武道館) | 2 de març de 1992      |                            |
| 101 | No deixaré que perdi per absència Fusenpai ni wa sasenai! (不戦敗にはさせない！)                                                                                       | 9 de març de 1992      |                            |
| 102 | Corre cap al Campionat Nacional! Hashire! Zen Nippon senshuken!! (走れ！全日本選手権！！)                                                                              | 16 de març de 1992     |                            |
| 103 | La Sayaka avança com un huracà Sayaka dotō no kai shingeki (さやか怒濤の快進撃)                                                                                        | 13 d'abril de 1992     |                            |
| 104 | La lluita predestinada Shukumei no taiketsu! (宿命の対決！) | 20 d'abril de 1992     |                            |
| 105 | L'arma secreta de la senyoreta Ojōsama no himitsu heiki (お嬢様の秘密兵器)                                                                                             | 27 d'abril de 1992     |                            |
| 106 | La lluita entre les dues millors amigues Yume no shinyū taiketsu! (夢の親友対決！)                                                                                     | 4 de maig de 1992      |                            |
| 107 | Em quedaré a dormir Tomatte ikō ka na… (⋯ 泊まっていこうかな) | 11 de maig de 1992     |                            |
| 108 | La decisió dels homes Otoko-tachi no ketsui! (男たちの決意！) | 18 de maig de 1992     |                            |
| 109 | En Hanazono i la seva gran combativitat Hanazono, honō no ai rabu yū! (花園、炎のアイラブユー！)                                                                       | 25 de maig de 1992     |                            |
| 110 | El meu campió Watashi no chanpion (わたしのチャンピオン) | 1 de juny de 1992      |                            |
| 111 | Notícia sensacional: Fujiko es retira Fujiko shōgeki no intai sengen! (富士子衝撃の引退宣言！)                                                                         | 8 de juny de 1992      |                            |
| 112 | L'esquena del pare Otō-san no ushiro sugata (お父さんのうしろ姿) | 15 de juny de 1992     |                            |
| 113 | S'acaba la llegendària invencibilitat Fuhai shinwa ga owaru toki (不敗神話が終わる時)                                                                                  | 22 de juny de 1992     |                            |
| 114 | El naixement d'una nova reina Sekai ichi no ojō-sama (世界一のお嬢サマ)                                                                                                | 29 de juny de 1992     |                            |
| 115 | La promesa de la mama Fujiko Fujiko mama no chōsen! (富士子ママの挑戦！)                                                                                               | 6 de juliol de 1992    |                            |
| 116 | No diguis bestieses! Baka koku de nē! (バカこくでねえ！) | 20 de juliol de 1992   |                            |
| 117 | El millor regal de Nadal Saikō no purezento (最高のプレゼント) | 20 de juliol de 1992   |                            |
| 118 | La Sayaka s'entrena d'incògnit Sayaka no gokuhi tokkun (さやかの極秘特訓)                                                                                              | 3 d'agost de 1992      |                            |
| 119 | Jigoro revela el secret Bakudan hatsugen! (爆弾発言！) | 17 d'agost de 1992     |                            |
| 120 | El gran retorn amb ippon-seoi Fukkatsu no ippon zeoi! (復活の一本背負い！)                                                                                             | 24 d'agost de 1992     |                            |
| 121 | He d'anar a Barcelona Baruserona he ikun dakara (バルセロナへ行くんだから)                                                                                             | 31 d'agost de 1992     |                            |
| 122 | El primer premi de la vida Hajimete no ichi tōshō (はじめての一等賞)                                                                                                   | 7 de setembre de 1992  |                            |
| 123 | Lluita letal Shitō (死闘) | 14 de setembre de 1992 |                            |
| 124 | Ginger, jo sempre t'he... Zutto kimi no koto ga (ずっと君のことが) | 21 de setembre de 1992 |                            |

## Pel·lícula
| # | Títol                                                                                      | Data d'estrena al Japó | Data d'estrena a Catalunya |
| - | ------------------------------------------------------------------------------------------ | ---------------------- | -------------------------- |
| 1 | Sigueu valents, nois! Yawara! Soreyuke koshinuke kids! (YAWARA！ それゆけ腰ぬけキッズ！！) | 1 d'agost de 1992      | 6 de desembre de 2004      |

## Especial
| # | Títol                                                                          | Data d'estrena al Japó | Data d'estrena a Catalunya |
| - | ------------------------------------------------------------------------------ | ---------------------- | -------------------------- |
| 1 | Yawara! Special - Zutto Kimi No Koto Ga... (YAWARA! special ずっと君のことが…) | 19 de juliol de 1996   | -                          |